# Richlands, North Carolina
Richlands är en ort i Onslow County i delstaten North Carolina, USA.